# Bussolyckan i Härjedalen
Bussolyckan i Härjedalen inträffade strax före klockan sju på morgonen söndagen den 2 april 2017. I bussen fanns vid olyckan 52 skolungdomar, 6 medföljande vuxna samt bussens förare, där tre av skolungdomarna omkom. Bussen var hyrd av operatören Bergkvarabuss. Singelolyckan inträffade efter en svag högerkurva på en närmast rak sträcka av väg E45 i höjd med Siksjön cirka 20 km söder om Sveg i Härjedalen. Bussen hamnade liggande på sin högra sida i vägrenen till höger om det norrgående körfältet.
Räddningsinsatsen blev omfattande med flera ambulanshelikoptrar och många ambulanser, dels på grund av det stora antalet drabbade, dels för att avstånden till de närmaste sjukhusen var stora: 15–20 mil. Östersunds sjukhus fick huvudansvaret medan även Mora lasarett, Falu lasarett och Hudiksvalls sjukhus fick ta emot en andel av patienterna. Två av de svårast skadade flögs snart vidare till Akademiska sjukhuset i Uppsala.
Resan hade startat kvällen före från Ängskolan, en högstadieskola i Skene, Marks kommun, där idrottsklubben Sparta IF arrangerade en årlig skidresa för skolans åttondeklassare. Färdmålet var Klövsjö skidområde.
Slutrapporten från Statens haverikommission publicerades den 8 mars 2018

## Detaljerat händelseförlopp
Med en färdhastighet på nästan 100 km/h gick bussen av vägen på höger sida i en flack vinkel, varvid alla hjulen lämnade vägbanan. Efter en sträcka på ca 90 m i diket välte bussen och kanade ytterligare ca 90 m på sin högra sida och träffade på den sträckan även ett massivare stenområde (med busstaket) som gjorde att fordonet till slut stannade liggande utanför vägbanan, men längs med vägbanan.

## Haverikommissionens undersökningsresultat
"Sammanlagt använde 28% av passagerarna i bussen bälte vid tidpunkten för olyckan. De tre som omkom satt alla obältade och blev utkastade under olycksförloppet. De dödande skadorna uppstod sannolikt när de klämdes mellan bussen och marken." Inga tekniska fel som kunnat orsaka eller förvärra olyckan kunde konstateras på bussen. Vägbanan befanns vid tillfället ha varit lätt fuktig men inte isig eller onormalt hal. Vägbeläggningens beskaffenhet befanns vara i gott skick på en så lång sträcka fram till olycksplatsen som anses kunnat inverka. Bussresan hade vid olyckstillfället pågått i ca nio timmar inkluderat två rasttillfällen, men trötthet hos bussföraren kan ha haft en inverkan på förloppet: "I detta fall är det främst tidpunkten på dygnet, tiden som föraren hade varit vaken när olyckan inträffade och tiden sedan den tidigare nattvilan, natten före, som har haft betydelse."

### Användningen av bälte på bussen
Sammanlagt var 16 av 58 av passagerarna (28 %) bältade i samband med olyckan.
På övervåningen var tretton av ungdomarna bältade.
På nedervåningen var tre ungdomar och föraren bältade. Ingen av ledarna använde bälte.
Många av de passagerare som var obältade vid tidpunkten för olyckan har uppgett att de hade varit bältade någon gång under resan. Man upplevde det dock generellt som obekvämt att ha bältet på. Det var bland annat svårt att hitta en bekväm sovposition med bältet fastspänt, vilket ledde till att flera tog av sig bältet.
Av de tre som omkom eller de fem som fick allvarliga, svåra eller kritiska skador var endast en person bältad. Endast en av de 16 som ådrog sig mer än icke-lindriga skador (MAIS 2+) var bältad (6 %). Motsvarande andel hos de oskadade eller lindrigt skadade var 39 % (12 av 31).Sidan 24
Det finns en uppgift i utredningen om att en av ungdomarna strax innan bussen välte ska ha ropat ut att man skulle ta av sig bältet för att inte fastna om bussen skulle välta. Hon knäppte själv av sig sitt bälte. Ytterligare minst en av ungdomarna ska ha knäppt upp sitt bälte i detta skede.

## Rättsligt efterspel
I maj 2018 väcktes åtal mot bussföraren för vållande till annans död, vållande till kroppsskada samt vårdslöshet i trafik. Den aktuelle åklagaren fann samtidigt inget godtagbart skäl att föra någon talan mot företaget som ägde bussen.
Såväl tingsrätten som hovrätten friade bussföraren från alla anklagelser med det huvudsakliga domskälet att åklagaren inte kunnat styrka att föraren varit oaktsamt trött vid olyckstillfället. När hovrättens dom offentliggjordes den 28 november 2019 kunde åklagaren inte uttala sig om det skulle begäras prövning av förarens ansvar för olyckan i högsta instans.